# パリの行政区
フランスの首都パリ市は、1795年以降、行政区に分けられている。
当初の行政区の数は12であったが、1859年6月16日の法律によって現在の20区に再編された。
現在、国レベルの統計ではカントンと同列に扱われているが、カントンと異なり、小郡選挙は行われない。パリの議員は、他の地域との対比でいえば、市会議員かつ県会議員である。
フランスでは、パリのほかリヨンとマルセイユでも市内が行政区に分かれている。

## 現在の行政区
フランスの首都パリ市は20の行政区に分けられている。
各区には固有の名が与えられているが、この名で呼ばれることは極めて稀であり、通常は1区から20区までの番号で呼ばれる。番号はローマ数字で表記されることもある。各区の番号は、市の中心から始まり時計回りにらせんを描くように付けられている。
各区はそれぞれ4つのカルチェ（地区）に分けられている。

### 表1: 各区・カルチェのコードおよび名称
※カタカナは一般的なフランス語カタカナ表記。　
| INSEEコード1 | 郵便番号 | 区    | 区                                                 | カルチェ                                                                                                   |
| ------------ | -------- | ----- | -------------------------------------------------- | --- |
| 75101        | 75001    | I     | Le Louvre ル・ルーヴル                             | 01 - Saint-Germain-l'Auxerrois 02 - Les Halles 03 - Le Palais-Royal 04 - La Place-Vendôme                  |
| 75102        | 75002    | II    | La Bourse ラ・ブルス                               | 05 - Gaillon 06 - Vivienne 07 - Le Mail 08 - Bonne-Nouvelle                                                |
| 75103        | 75003    | III   | Le Temple ル・タンプル                             | 09 - Les Arts-et-Métiers 10 - Les Enfants-Rouges 11 - Les Archives 12 - Saint-Avoye                        |
| 75104        | 75004    | IV    | L'Hôtel-de-Ville ロテル・ドゥ・ヴィル              | 13 - Saint-Merri 14 - Saint-Gervais 15 - L'Arsenal 16 - Notre-Dame                                         |
| 75105        | 75005    | V     | Le Panthéon ル・パンテオン                         | 17 - Saint-Victor 18 - Le Jardin-des-Plantes 19 - Le Val-de-Grâce 20 - La Sorbonne                         |
| 75106        | 75006    | VI    | Le Luxembourg ル・リュクサンブール                 | 21 - La Monnaie 22 - L'Odéon 23 - Notre-Dame-des-Champs 24 - Saint-Germain-des-Prés                        |
| 75107        | 75007    | VII   | Le Palais-Bourbon ル・パレ・ブルボン               | 25 - Saint-Thomas-d'Aquin 26 - Les Invalides 27 - L'École-Militaire 28 - Le Gros-Caillou                   |
| 75108        | 75008    | VIII  | L'Élysée レリゼ                                    | 29 - Les Champs-Élysées 30 - Le Faubourg-du-Roule 31 - La Madeleine 32 - L'Europe                          |
| 75109        | 75009    | IX    | L'Opéra ロペラ                                     | 33 - Saint-Georges 34 - La Chaussée-d'Antin 35 - Le Faubourg-Montmartre 36 - Rochechouart                  |
| 75110        | 75010    | X     | L'Enclos-Saint-Laurent ランクロ・サン・ロラン      | 37 - Saint-Vincent-de-Paul 38 - La Porte-Saint-Denis 39 - La Porte-Saint-Martin 40 - L'Hôpital-Saint-Louis |
| 75111        | 75011    | XI    | Popincourt ポパンクール                            | 41 - La Folie-Méricourt 42 - Saint-Ambroise 43 - La Roquette 44 - Sainte-Marguerite                        |
| 75112        | 75012    | XII   | Reuilly ルイイ                                     | 45 - Le Bel-Air 46 - Picpus 47 - Bercy 48 - Les Quinze-Vingts                                              |
| 75113        | 75013    | XIII  | Les Gobelins レ・ゴブラン                          | 49 - La Salpêtrière 50 - La Gare 51 - La Maison-Blanche 52 - Croulebarbe                                   |
| 75114        | 75014    | XIV   | L'Observatoire ロブセルヴァトワール                | 53 - Le Montparnasse 54 - Parc Montsouris2 55 - Le Petit-Montrouge 56 - La Plaisance                       |
| 75115        | 75015    | XV    | Vaugirard ヴォジラール                             | 57 - Saint-Lambert 58 - Necker 59 - Grenelle 60 - Javel                                                    |
| 75116        | 75016    | XVI   | Passy パッスィー                                   | 61 - Auteuil 62 - La Muette 63 - La Porte-Dauphine 64 - Chaillot3                                          |
| 75117        | 75017    | XVII  | Les Batignolles-Monceau レ・バティニョル・モンソー | 65 - Les Ternes 66 - La Plaine-Monceau 67 - Batignolles 68 - Les Épinettes                                 |
| 75118        | 75018    | XVIII | La Butte-Montmartre ラ・ビュット・モンマルトル     | 69 - Les Grandes-Carrières 70 - Clignancourt 71 - La Goutte-d'Or 72 - La Chapelle                          |
| 75119        | 75019    | XIX   | Les Buttes-Chaumont レ・ビュット・ショーモン       | 73 - La Villette 74 - Le Pont-de-Flandre 75 - Amérique 76 - Le Combat                                      |
| 75120        | 75020    | XX    | Ménilmontant メニルモンタン                        | 77 - Belleville 78 - Saint-Fargeau 79 - Le Père-Lachaise 80 - Charonne                                     |

1. パリ市全体に対してはINSEEコード75056が割り当てられている。

2. 1937年まで、Parc-MontsourisカルチェはLa Santéカルチェと呼ばれていた。

3. 1896年まで、ChaillotカルチェはLes Bassinsカルチェと呼ばれていた。

### 表2: 各区の面積および人口
| 区               | 面積 (ヘクタール) | 人口      | 人口      | 人口      | 人口密度 (人/km2) | 人口密度 (人/km2) | 人口密度 (人/km2) |
| 区               | 面積 (ヘクタール) | 1872      | 1954      | 1999      | 1872              | 1954              | 1999              |
| ---------------- | ----------------- | --------- | --------- | --------- | ----------------- | ----------------- | ----------------- |
| I                | 183               | 74 286    | 38 926    | 16 888    | 40 593            | 21 271            | 9 228             |
| II               | 99                | 73 578    | 43 857    | 19 585    | 74 321            | 44 300            | 19 783            |
| III              | 117               | 89 687    | 65 312    | 34 248    | 76 656            | 55 822            | 29 272            |
| IV               | 160               | 95 003    | 66 621    | 30 675    | 59 377            | 41 638            | 19 172            |
| V                | 254               | 96 689    | 106 443   | 58 849    | 38 067            | 41 907            | 23 169            |
| VI               | 215               | 90 288    | 88 200    | 44 919    | 41 994            | 41 023            | 20 893            |
| VII              | 409               | 78 553    | 104 412   | 56 985    | 19 206            | 25 529            | 13 933            |
| VIII             | 388               | 75 796    | 80 827    | 39 314    | 19 535            | 20 832            | 10 132            |
| IX               | 218               | 103 767   | 102 287   | 55 838    | 47 600            | 46 921            | 25 614            |
| X                | 289               | 135 392   | 129 179   | 89 612    | 46 848            | 44 699            | 31 008            |
| XI               | 367               | 167 393   | 200 440   | 149 102   | 45 611            | 54 616            | 40 627            |
| XII1             | 637               | 87 678    | 158 437   | 136 591   | 13 764            | 24 872            | 21 443            |
| XIII             | 715               | 69 431    | 165 620   | 171 533   | 9 711             | 23 164            | 23 991            |
| XIV              | 564               | 69 611    | 181 414   | 132 844   | 12 342            | 32 166            | 23 554            |
| XV               | 848               | 75 449    | 250 124   | 225 362   | 8 897             | 29 496            | 26 576            |
| XVI2             | 791               | 43 332    | 214 042   | 161 773   | 5 478             | 27 060            | 20 452            |
| XVII             | 567               | 101 804   | 231 987   | 160 860   | 17 955            | 40 915            | 28 370            |
| XVIII            | 601               | 138 109   | 266 825   | 184 586   | 22 980            | 44 397            | 30 713            |
| XIX              | 679               | 93 174    | 155 028   | 172 730   | 13 722            | 22 832            | 25 439            |
| XX               | 598               | 92 772    | 200 208   | 182 952   | 15 514            | 33 480            | 30 594            |
| 城壁内           | 8 699             | 1 851 792 | 2 850 189 | 2 125 246 | 21 287            | 32 765            | 24 431            |
| ブーローニュの森 | 846               |           |           |           |                   |                   |                   |
| ヴァンセンヌの森 | 995               |           |           |           |                   |                   |                   |
| パリ             | 10 540            | 1 851 792 | 2 850 189 | 2 125 246 | 17 569            | 27 042            | 20 164            |

1. ヴァンセンヌの森を除く
2. ブーローニュの森を除く

## 過去の行政区
パリの旧行政区は、全12区で構成されていた。1795年の創設から1859年6月16日の法律によって現在の20区に再編されるまで存在していた。

### 歴史
フェルミエー・ジェネローの城壁を境界としていたパリの街は、1790年6月27日法により、48の地区（districts）に分割され、各地区はそれぞれの住民を持ち、それぞれに治安判事、区長と16人の副区長により運営される行政府及び30人の議員が置かれることになった。
1795年8月22日に制定された共和暦3年憲法第183条は、人口が10万人を超えるコミューンの分割について、少なくとも3つの行政区域に分けること、分割後の区域の人口が3万人以上5万人未満となるようにすることを規定していた。しかし、このような区割りは、余りに小さいと考えられる至り、共和暦4年葡萄月19日（1795年10月11日）法によって合併された。その結果、パリでは12の行政区が創設された。
1795年から1859年まで、この旧12区はそれぞれが４つの自治区（sections）に分けられていたが、これは、1790年に創設された48地区（districts）に対応していた。« section »（セクシオン） から、現在用いられている « quartier »（カルティエ。カルチエとも。）への語句の変更は、1811年5月10日の県知事アレテによってなされた。
1860年、パリがティエールの城壁内のコミューンを併合して拡張したことから、新たな区割りが実施された。これが、現在も実施されている、新たな20区であり、いくつかの行政区はこのパリ拡張のときに拡張部分を単純に付け加えた形で創設された。

### カルティエの詳細
| 区   | カルティエ                                                                 |
| ---- | -------------------------------------------------------------------------- |
| I    | - Roule - Champs-Élysées - Place-Vendôme - Tuileries                       |
| II   | - Chaussée-d'Antin - Feydeau - Palais-Royal - Faubourg-Montmartre          |

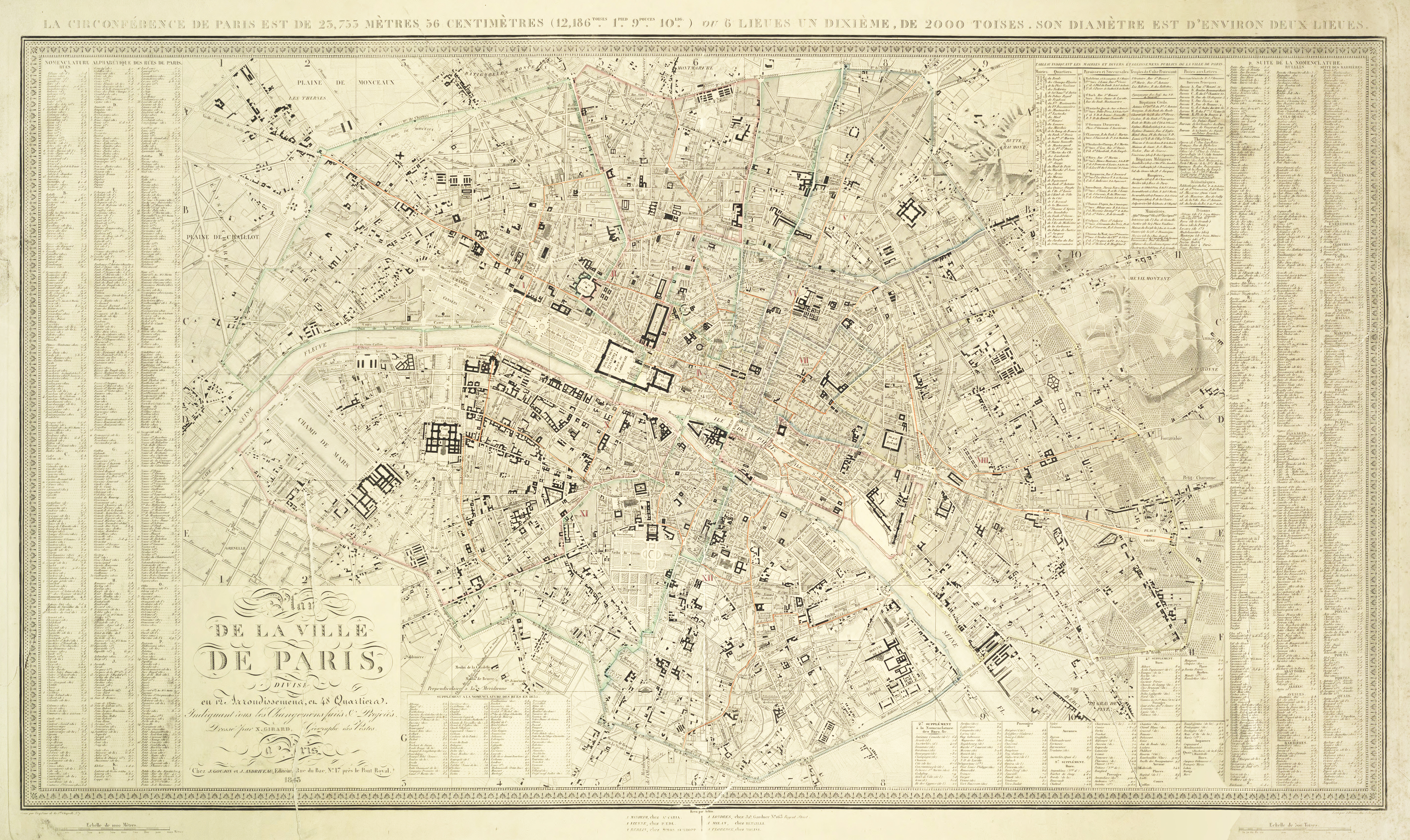
12の行政区と48のカルティエに分割されたパリの地図(1843年)

1795年から1860年までの12の行政区と48のカルティエ

| III  | - Faubourg-Poissonnière - Montmartre - Mail - Saint-Eustache               |
| IV   | - Banque - Saint-Honoré - Louvre - Marchés                                 |
| V    | - Faubourg-Saint-Denis - Porte-Saint-Martin - Bonne-Nouvelle - Bon-Conseil |
| VI   | - Porte-Saint-Denis - Lombards - Saint-Martin-des-Champs - Temple          |
| VII  | - Sainte-Avoye - Arcis - Mont-de-Piété - Marché-Saint-Jean                 |
| VIII | - Marais - Popincourt - Faubourg-Saint-Antoine - Quinze-Vingts             |
| IX   | - Cité - Hôtel-de-Ville - Île-Saint-Louis - Arsenal                        |
| X    | - Invalides - Faubourg-Saint-Germain - Saint-Thomas-d'Aquin - Monnaie      |
| XI   | - Palais-de-Justice - École-de-Médecine - Luxembourg - Sorbonne            |
| XII  | - Saint-Jacques - Observatoire - Jardins-du-Roi - Saint-Marcel             |

## パリの拡張

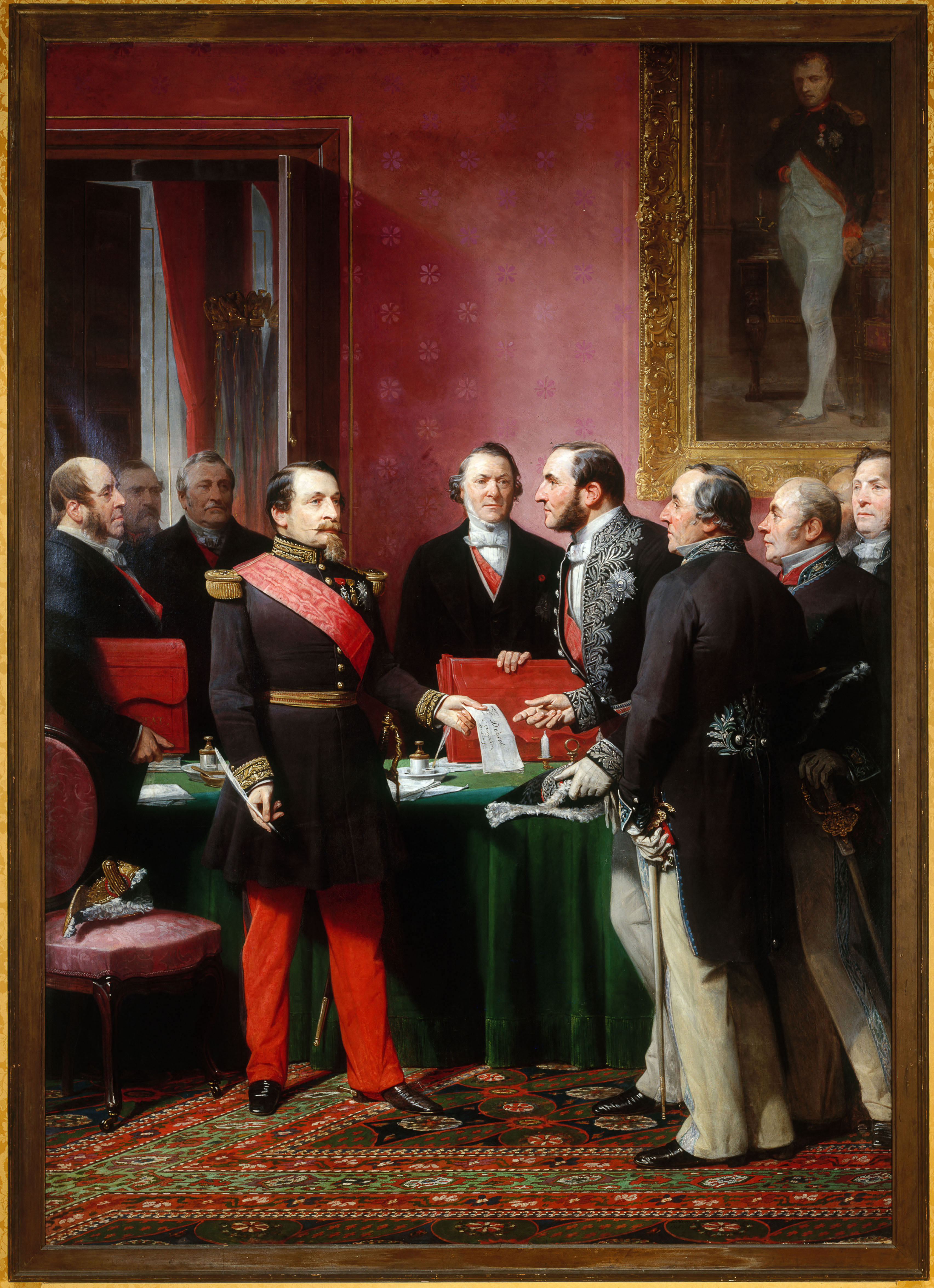
ナポレオン3世がオスマン男爵にパリ周辺のコミューン併合に関するデクレを手渡した(1860年)。

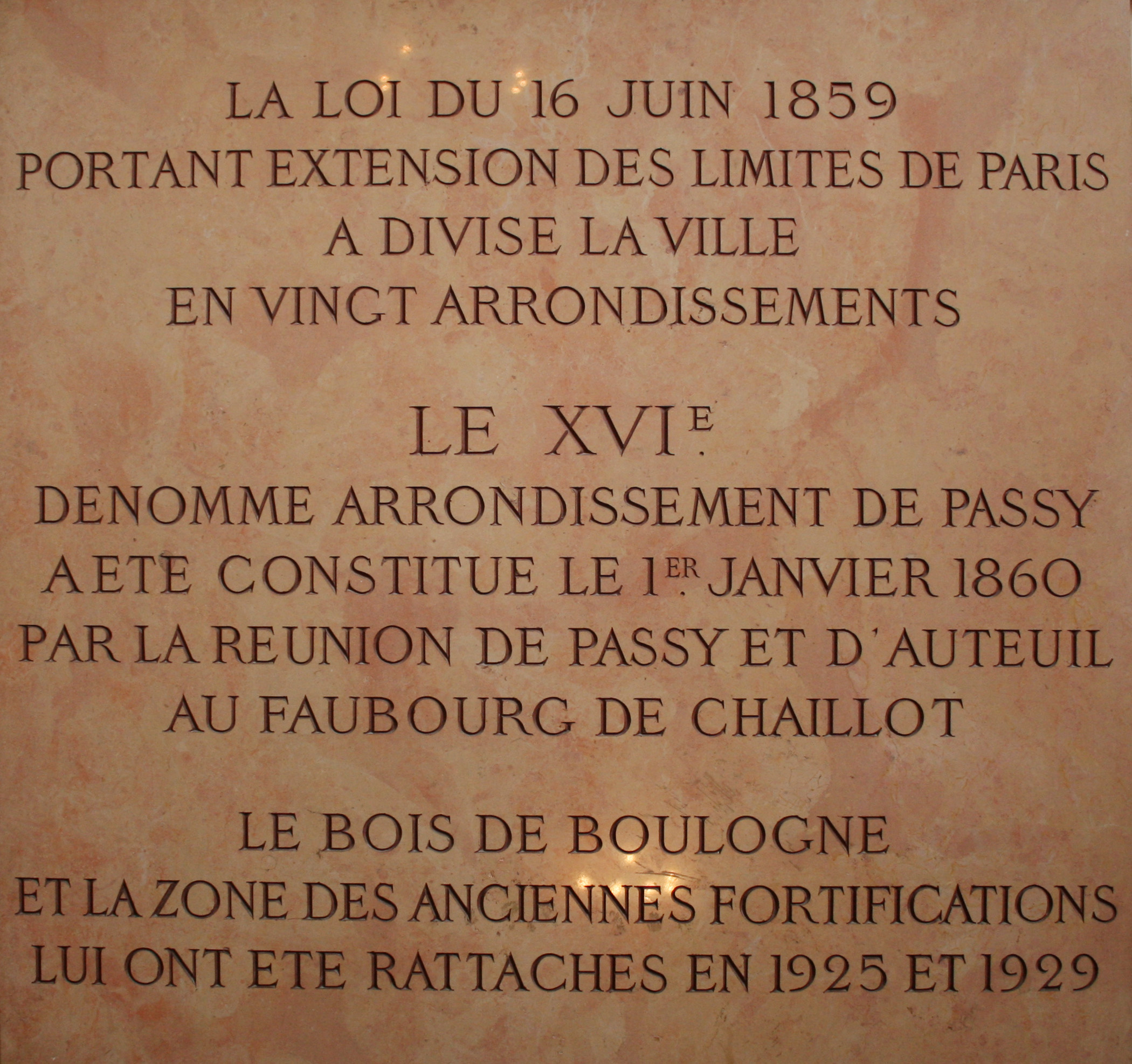
1860年のパリ拡張による16区創設記念プレート

4世紀以降からのパリの市域(城壁)拡大図
Enceinte gallo-romaine (ガロ・ローマ期の壁)
Enceinte carolingienne
Enceinte de Philippe Auguste
Enceinte de Charles V
Enceinte de Louis XIII
Mur des Fermiers généraux
Enceinte de Thiers
Aujourd'hui (現在)

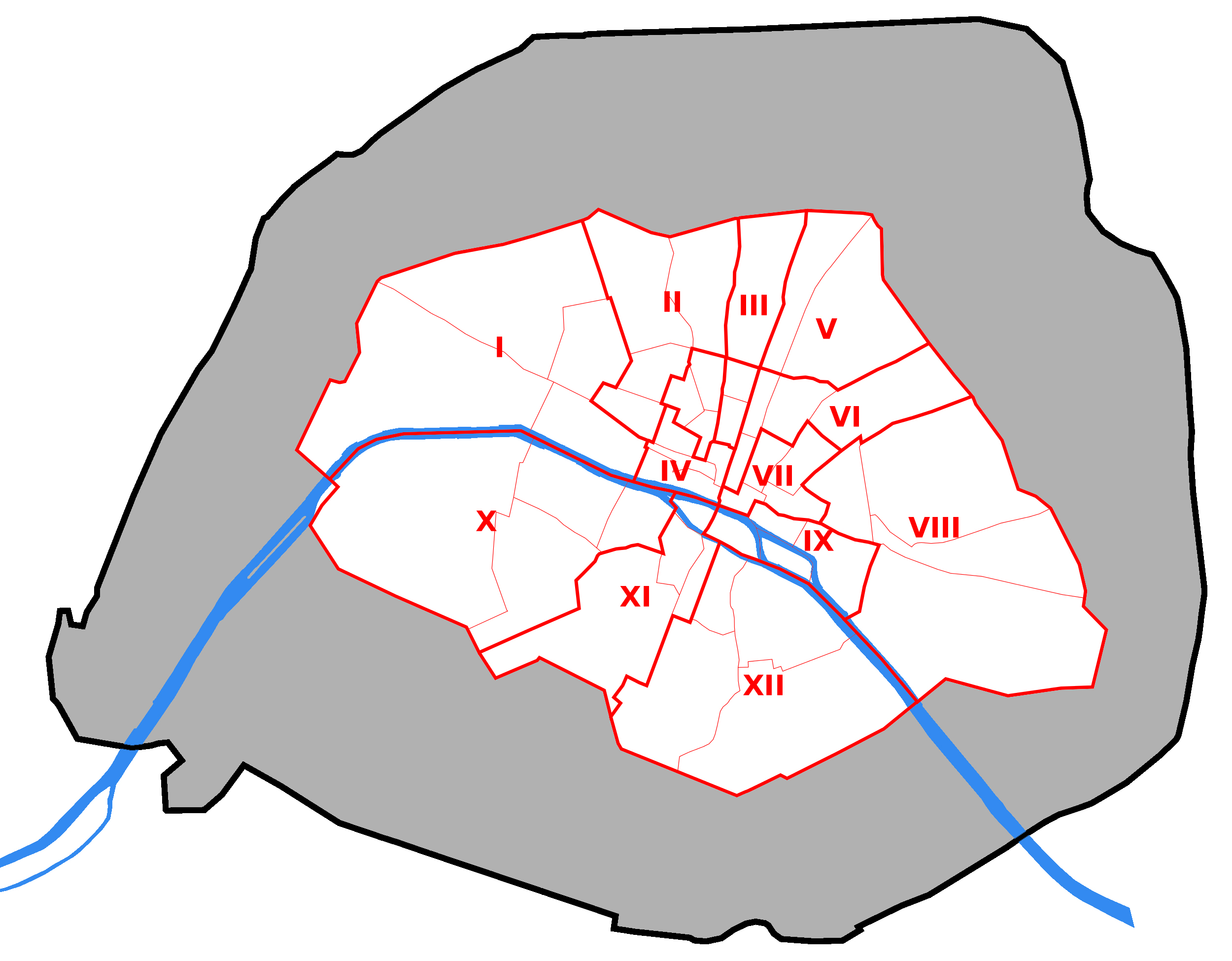
1860年以前の行政区。灰色部分が2つの壁の間にあたる。

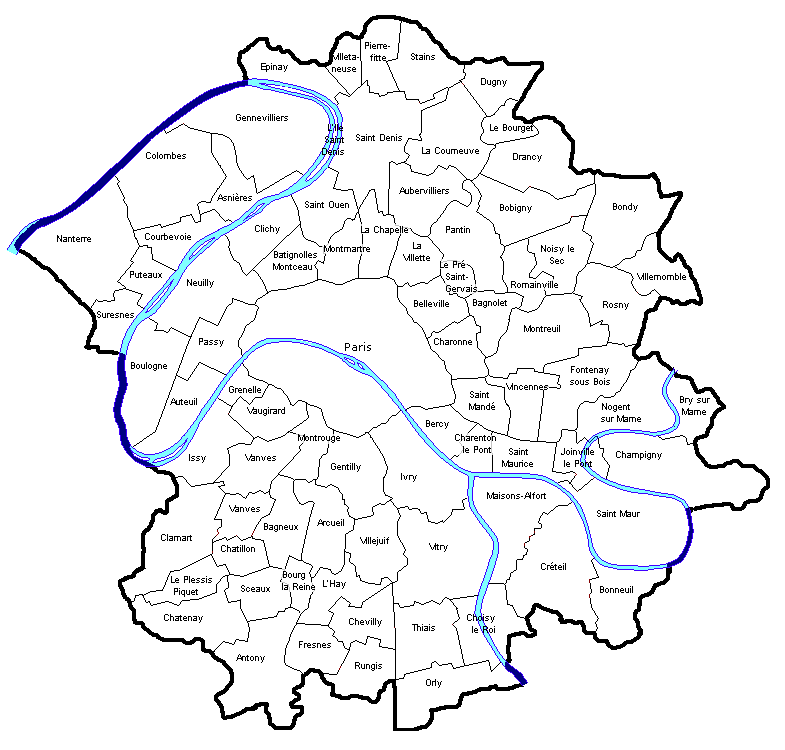
1860年パリ再編前のセーヌ県のコミューン

同

1853年以降セーヌ県知事を務めていたジョルジュ＝ウジェーヌ・オスマンは、毎日ブローニュの森から押し寄せる乗用車や乗用馬の渋滞を気にかけ、パッシー及びヌイイをパリに併合して、エトワール広場を拡張し、入市税関をポルト・マイヨへ移転させるという、後の「パリ改造」に繋がる構想を1856年頃から持っていた。
一方、ナポレオン3世は、セーヌ県に加え、ムードン及びセーヴルを一括する« Grand Paris »（大パリ）を夢想していた。そこで、アンリ・シメオン伯爵が率いる委員会を作り、その報告書で首都及びその行政区の改造を予め示させた。
それよりも何年か早かったティエールの城壁の建設は、いくつかのコミューンが壁によってコミューン内部で二分されるという特異な状況を引き起こした。他方で、ドゥラングル内務大臣は、ティエールの城壁とフェルミエー・ジェネローの城壁との間に存在する土地は、"パリの領土"として発展するほかないと主張した。
1859年、地図上で「左から右・上から下」へと順に区の番号を割り当てるという計画があったが、現在の16区が「13区」に該当したことから、その住民の反対に遭い、放棄された。すなわち、12区までしか存在しなかった当時、「第13区区役所で民事婚の式を挙げる」という言い回しは、正式な民事婚を経ずに同棲をすることを意味し、良俗に反する生活を暗示したからである。結局、現在のような渦巻き型で番号が振られることになり、人口の最も多かった現在の13区に13の数字が割り当てられた。
パリ市は1795年以降12の行政区に分けられていたが、1860年1月1日に市域の拡張にともない20の区に再編された。これはパリにティエールの城壁内の以下のコミューンを併合する1859年6月16日の法律が施行されたことによるものである。
- 次のコミューンの全部
  - ベルヴィル (セーヌ) (19区・20区)
  - グルネル (15区)
  - ヴォジラール (15区)
  - ラ・ヴィレット(19区・20区)
- 次のコミューンの大半（これらのコミューンは廃止され、一部は他の近隣のコミューンに併合された）
  - オートゥイユ(16区・ブローニュ＝ビヤンクール)
  - レ・バティニョル・モンソー(17区・クリシー＝スー＝ボワ)
  - ベルシー(12区・シャラントン・ル・ポン)
  - ラ・シャペル＝サン＝ドニ(18区・オーベルヴィリエ・サン＝ドニ・サン＝トゥアン)
  - シャロンヌ (20区・バニョレ・モントルイユ)
  - モンマルトル  (18区・サン＝トゥアン)
  - パッシー(16区・ブローニュ＝ビヤンクール)
- 次のコミューンの一部
  - オーベルヴィリエ (19区)
  - バニョレ (20区)
  - ジャンティイ （13区Glacièreカルチェ・13区Maison-Blancheカルチェ)
  - イシー＝レ＝ムリノー (15区Javelカルチェ)
  - イヴリー (13区)
  - モンルージュ (14区Petit-Montrougeカルチェ)
  - ヌイイ＝シュル＝セーヌ (17区Ternesカルチェ)
  - パンタン (19区)
  - ル・プレ＝サン＝ジェルヴェ(20区)
  - サン＝マンデ (12区Bel-Airカルチェ・同Picpusカルチェ)
  - サン＝トゥアン (18区)
  - ヴァンヴ (14区)